# Ceritrypetes
Ceritrypetes là một chi bướm đêm thuộc họ Sesiidae.

## Các loài
- Ceritrypetes idiotropha  Bradley, 1956